# Муталов, Абдулхашим Муталович
Абдулхаши́м Мута́лович Мута́лов (узб. Abdulhoshim Mutalovich Mutalov, Abdulhoşim Mutaloviç Mutalov; 27 апреля 1947 года, Теляу, Ахангаранский район Ташкентская область, Узбекская ССР, СССР) — советский и узбекистанский политический и государственный деятель, известный как первый премьер-министр Республики Узбекистан с 13 января 1992 года по 21 декабря 1995 года.

## Биография

### Ранние годы и трудовая деятельность
Родился 14 февраля 1947 года в посёлке Теляу (или Телов) Ахангаранского района Ташкентской области. В 1965 году начал свою трудовую деятельность пекарем в ташкентском хлепопродуктовом комбинате № 2, затем был призван для срочной службы в ряды Советской армии. После армии поступил во Всесоюзный заочный институт пищевой промышленности (сейчас Московский государственный университет технологий и управления), в 1976 году получил диплом по специальности инженера-технолога. По окончании института был направлен для работы на хлебопродуктовых комбинатах обратно в Ташкент. С 1979 по 1986 год работал директором хлебопродуктового комбината Ахангаранского района.

### Политическая карьера
В 1986—1991 годах являлся заместителем министра, а затем министром хлебопродуктов Узбекской ССР. Избирался членом ЦК Компартии Узбекистана.
В 1991 году стал заместителем председателя Кабинета министров Республики Узбекистан при президенте Республики Узбекистан. Вступил в правящую пропрезидентскую Народно-демократическую партию Узбекистана, которая пришла взамен упразднённой и запрещённой Коммунистической партии Узбекистана. После упразднения должности вице-президента Узбекистана, и учреждения вместо него должности премьер-министра Узбекистана, 13 января 1992 года на сессии Верховного Совета Республики Узбекистан был избран первым в истории премьер-министром независимого Узбекистана, возглавив Кабинет министров республики.
Стал премьер-министром и фактическим вторым человеком в государстве в период первых лет независимости Узбекистана, когда в стране была тяжелая социально-экономическая ситуация. Был председателем комиссии по расследованию случаев студенческих беспорядков, имевших место в студенческом городке Ташкента в январе 1992 года. Согласно экспертам, «в политическом плане не являлся самостоятельной фигурой, был полностью лоялен президенту республики, которому напрямую был подчинён Кабинет министров». Был освобожден от должности премьер-министра 21 декабря 1995 года. После 21 декабря 1995 года был председателем правления государственной корпорации «Уздонмахсулот». Вместо него новым премьер-министром стал Уткир Султанов. Ныне на пенсии.

## Личная жизнь
Женат, имеет детей, внуков и правнуков, помимо узбекского языка свободно владеет русским языком.

## Награды
- Орден «Дустлик».
- Орден Трудового Красного Знамени.
- Медаль «За трудовое отличие».